# Мак-Дугалд (тауншип, Миннесота)
Мак-Дугалд (англ. McDougald) — тауншип в округе Лейк-оф-Вудс, Миннесота, США. На 2000 год его население составило 236 человек.

## География
По данным Бюро переписи населения США площадь тауншипа составляет 91,4 км², из которых 91,4 км² занимает суша, водоёмов нет.

## Демография
По данным переписи населения 2000 года здесь находились 236 человек, 90 домохозяйств и 69 семей. Плотность населения — 2,6 чел./км². На территории тауншипа расположено 108 построек со средней плотностью 1,2 построек на один квадратный километр. Расовый состав населения: 96,19 % белых, 0,42 % афроамериканцев, 2,54 % коренных американцев и 0,85 % азиатов.
Из 90 домохозяйств в 34,4 % воспитывались дети до 18 лет, в 68,9 % проживали супружеские пары, в 3,3 % проживали незамужние женщины и в 23,3 % домохозяйств проживали несемейные люди. 20,0 % домохозяйств состояли из одного человека, при том 8,9 % из — одиноких пожилых людей старше 65 лет. Средний размер домохозяйства — 2,62, а семьи — 3,04 человека.
27,5 % населения — младше 18 лет, 5,5 % — в возрасте от 18 до 24 лет, 28,8 % — от 25 до 44, 25,8 % — от 45 до 64, и 12,3 % — старше 65 лет. Средний возраст — 40 лет. На каждые 100 женщин приходилось 114,5 мужчин. На каждые 100 женщин старше 18 приходилось 119,2 мужчин.
Средний годовой доход домохозяйства составлял 29 688 долларов, а средний годовой доход семьи — 36 719 долларов. Средний доход мужчин — 29 922 доллара, в то время как у женщин — 14 271. Доход на душу населения составил 13 468 долларов. За чертой бедности не находилась ни одна семья и 3,3 % всего населения тауншипа.